# 查塔姆和艾爾斯福德 (英國國會選區)

查塔姆和艾爾斯福德（英語：Chatham and Aylesford），英國國會一郡選區，包括英格蘭東南部肯特郡西北部、梅德韋南部和湯布里奇和莫靈區東北部。
本區自1997年創設以來一直支持工黨的喬納森·蕭，但他在2010年大選中被保守黨的崔西·克魯奇以46.2%選票擊敗。